# Jaroslav Maria

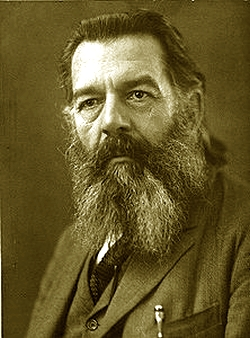
Jaroslav Maria, etwa 1930

Jaroslav Maria, mit Eigennamen Jaroslav Mayer (* 24. Februar 1870 in Rakovník (Rakonitz); † 3. November 1942 a) im KZ Auschwitz) war tschechischer Jurist, Anwalt und Schriftsteller jüdischer Herkunft. 

## Leben
Jaroslav Maria besuchte die Gymnasien in Benešov, Hradec Králové und Prag, wo er 1887 Abitur ablegte und weiter Jura studierte. 1893 erlangte er den Titel Dr. Iur. Danach war er als Rechtsanwaltsanwärter (Referendar) in Rakovník, Hradec Králové und Prag tätig, nachdem er die Prüfungen abgelegt hatte, war er beim Bezirksgericht in Litoměřice tätig (1896–1900), bis er sich für die Selbständigkeit entschied und eine Anwaltskanzlei in Křivoklát (1900–1903), Beroun (1903–1908) und Tábor (1909–1942) öffnete. Während der Vergeltungsaktionen der Nationalsozialisten nach dem Attentat auf Reinhard Heydrich in Prag wurde Maria am 6. Juli 1942 durch die Gestapo verhaftet und nach Zwischenstationen im Prager Gefängnis Pankrác und KZ Theresienstadt nach KZ Auschwitz gebracht, wo er wenige Monate später an Fleckfieber erkrankte und starb.
Außer seinen Beiträgen in den Fachzeitschriften Právník (1895, 1897) und Čas (1897) schrieb er auch Essays und verschiedene Betrachtungen für Moderní revue, Cesty, Rozpravy Aventina usw. Nach seinem Debüt 1898 mit der Trilogie V předvečer věku schrieb er mehr als 40 literarische Stücke; zuerst waren es Romane, unter anderem aus dem Justizmillieu, und kritisierte die Justizpraxis und Justizangehörige. Er ließ sich durch den Naturalismus beeinflussen. In seinen Novellen suchte er zunehmend auch eine Auseinandersetzung mit sozialen Problemen, insbesondere im Bereich Familie, Erotik, Kultur.
Jaroslav Maria reiste viel und berichtete über seine Erlebnisse in etlichen Reisebeschreibungen. Von diesen wurden besonders seine Reiseberichte aus Italien sehr positiv rezipiert, insbesondere das Buch Itálie.

## Werke

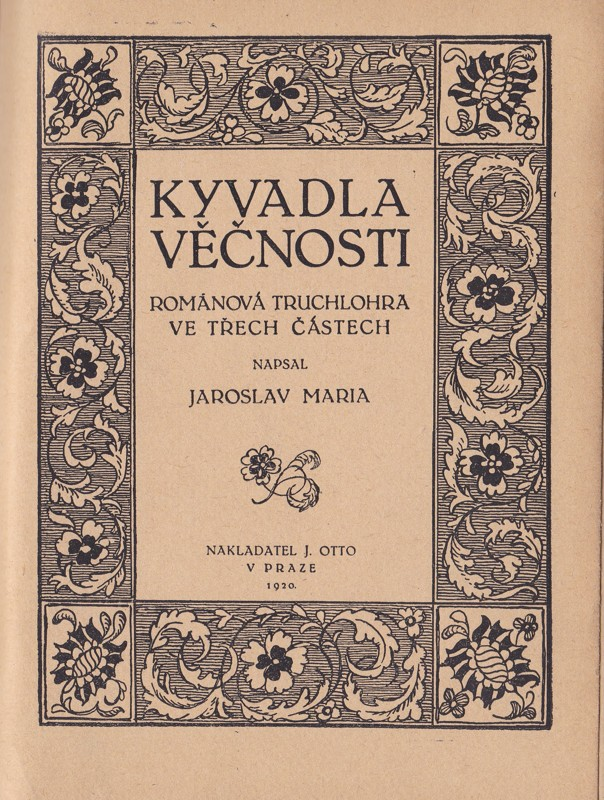
Jaroslav Maria: Kyvadla věčnosti, Umschlag, 1920

Auswahl der Werke von Jaroslav Maria:
- V předvečer věku, J. Maria, Prag 1898, dreiteiliger Drama-Zyklus (I. Prokurátor Rein, II. Děti pana prokurátora, III. Soumrak)
- Werther (1907), 1926 verfilmt
- Tristan, Neumanová, Prag 1908
- Spravedlnost, Justiztrilogie, Vilímek, Prag 1917
- Torquato Tasso, J. Otto, Prag 1918
- Kyvadla věčnosti (Drama, 1920)
- Dekameron melancholický - Italské novely, B. Janda, Prag 1927
- Itálie, F. Obzina, Vyškov na Moravě 1925
- Bankéři a proletáři, L. Mazáč, Prag 1935